# Adriano Prosperi

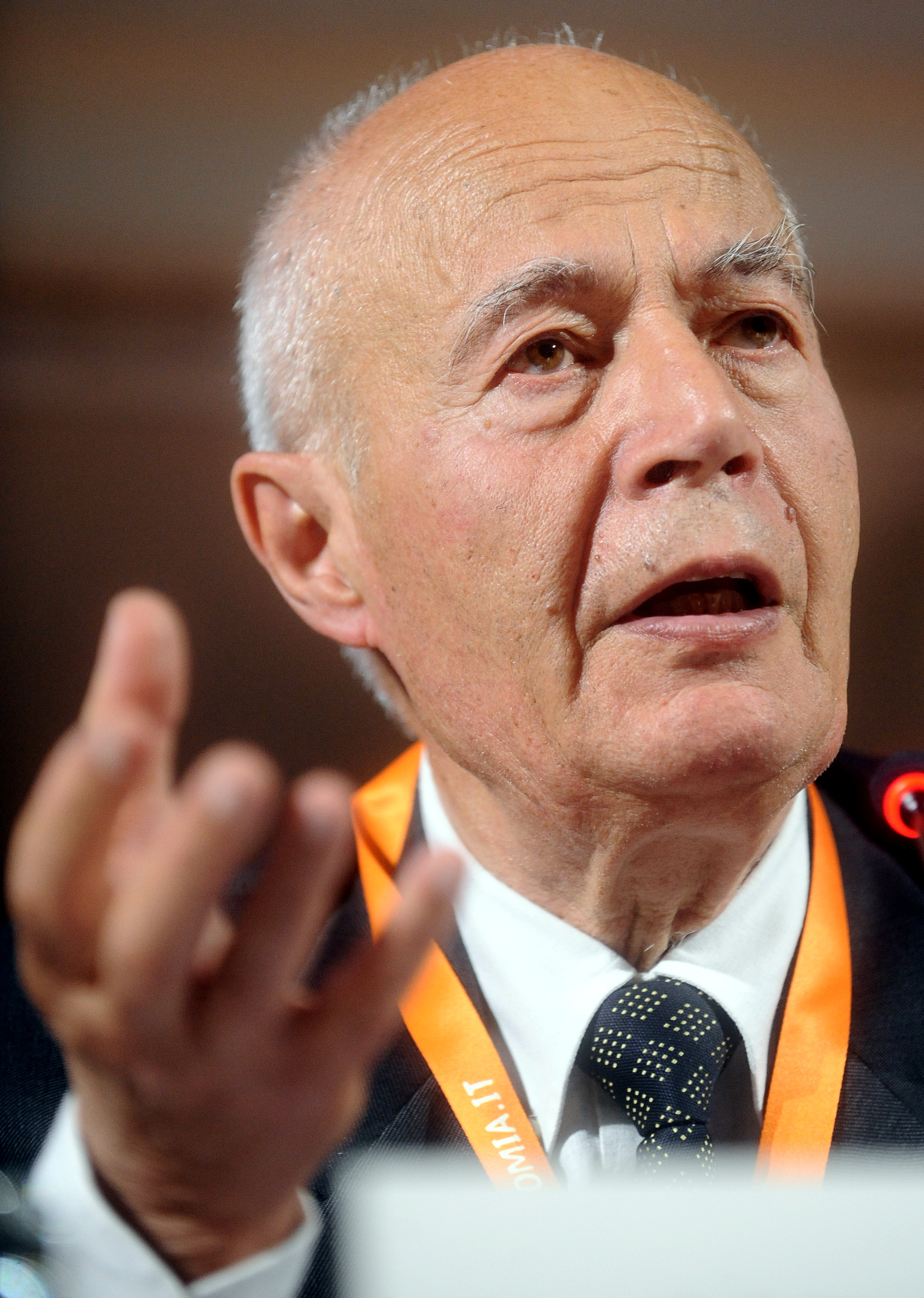
Adriano Prosperi 2016

Adriano Prosperi  (* 21. August 1939 in Cerreto Guidi) ist ein italienischer Historiker und Journalist.

## Leben
Prosperi studierte an der Universität Pisa und der Scuola Normale Superiore, wo er Schüler von Armando Saitta und Delio Cantimori war. Er lehrte an der Universität von Kalabrien, der Universität Bologna, der Universität Pisa und der Scuola Normale Superiore (ab 2001).
Er ist besonders bekannt durch sein Buch Tribunale des Gewissens über die verschiedenen Herrschaftsinstrumente der katholischen Kirche, mit denen sie ihren Einfluss an der Wende vom  16. zum 17. Jahrhundert in der Gegenreformation in Italien zementierte, durch die Inquisition, die Beichte und Missionare. Das löste in Italien eine Debatte unter Historikern aus (Zu den Befürwortern der Thesen zählte Carlo Ginzburg, zu den Kritikern Giovanni Romeo). Er befasste sich auf gleichem Gebiet auch mit dem Umgang mit Häretikern und Juden durch die Inquisition, der Geschichte der Jesuiten und dem Konzil von Trient, auf dem die Reaktion der katholischen Kirche auf die Reformation verhandelt wurde.
Er schrieb für das Feuilleton des Corriere della Sera und Il Sole 24 Ore und später für La Repubblica. Dabei war er zunehmend politisch engagiert, zum Beispiel gegen Berlusconi.
2012 protestierte er gegen den Umzug der Universitätsbibliothek von Pisa von seinem historischen Ort in ein Kapuzinerkloster in der Nähe Pisas.
Er ist Mitglied der Accademia dei Lincei (seit 1989) und der Accademia delle Scienze di Torino (seit 2018).
Seine Tochter Valentina Prosperi ist auch Historikerin.

## Schriften
- Tra evangelismo e controriforma. Gian Matteo Giberti (1495–1543), Edizioni di Storia e Letteratura, Rom 1969
- mit Carlo Ginzburg: Giochi di pazienza. Un seminario sul «Beneficio di Cristo», Einaudi, Turin 1975
- Tribunali della coscienza. Inquisitori, confessori, missionari, Einaudi, Turin 1996
- Il Concilio di Trento e la Controriforma, UCT, Trient 1999
- America e apocalisse e altri saggi, Istituti editoriali e poligrafici internazionali, Pisa, 1999
- mit Paolo Viola:  Storia del mondo moderno e contemporaneo, 6 Bände, Turin: Einaudi 2004
- L’eresia del Libro Grande. Storia di Giorgio Siculo e della sua setta, Mailand: Feltrinelli, 2000
- L’Inquisizione romana. Letture e ricerche, Edizioni di Storia e Letteratura, Rom 2003
- Dare l’anima. Storia di un infanticidio, Einaudi, Turin 2005 
  - Deutsche Übersetzung: Die Gabe der Seele : Geschichte eines Kindsmordes, Suhrkamp 2007
- Il Concilio di Trento: una introduzione storica, Einaudi, Turin 2001, Mailand 2007
- Giustizia bendata. Percorsi storici di un’immagine, Einaudi, Turin 2008
- Cause perse. Un diario civile, Einaudi, 2010
- Il seme dell’intolleranza. Ebrei, eretici, selvaggi: Granada 1492, Rom, Bari: Laterza 2011 .
- La vocazione. Storie di gesuiti tra Cinquecento e Seicento, Einaudi, 2016
- Als Herausgeber: Dizionario storico dell’Inquisizione, Pisa, ab 2010